# Frécourt
Frécourt település Franciaországban, Haute-Marne megyében. Lakosainak száma 88 fő (2022. január 1.). Frécourt Bonnecourt, Chauffourt, Dampierre és Neuilly-l’Évêque községekkel határos.

## Népesség
A település népességének változása:
| Lakosok száma | 173  | 115  | 98   | 96   | 94   | 97   | 97   | 99   | 92   | 88   |
|               | 1968 | 1990 | 2006 | 2011 | 2015 | 2016 | 2018 | 2019 | 2021 | 2022 |